# Sverre Zachariassen
Sverre Zachariassen (21 giugno 1919 – 9 marzo 2002) è stato un calciatore norvegese, di ruolo centrocampista.

## Carriera

### Club
Zachariassen vestì la maglia del Fjell-Kameratene.

### Nazionale
Conta una presenza per la Norvegia. Il 9 settembre 1945, infatti, fu titolare nella sconfitta per 1-5 sulla Danimarca.